# Secuencia de mondadientes

Los primeros tres pasos de la secuencia del palillo y su emulación por un autómata celular con el barrio de Margolus.

Primeros pasos de la secuencia de palillos.

En geometría, la secuencia de mondadientes es una secuencia de patrones bidimensionales que se pueden formar agregando repetidamente segmentos de línea ("mondadientes") al patrón anterior en la secuencia.

## Descripción

La 89a etapa de la secuencia, una de las etapas en las que T(n)/n^{2} está cerca de su mínimo

La primera etapa del diseño es un solo "palillo" o segmento de línea. Cada etapa después de la primera se forma tomando el diseño anterior y, para cada extremo expuesto del palillo, colocando otro palillo centrado en ángulo recto en ese extremo.
Este proceso da como resultado un patrón de crecimiento en el que el número de segmentos en la etapa n oscila con un patrón fractal entre 0.45n2 y 0.67n2. Si T(n) denota el número de segmentos en la etapa n, entonces los valores de n para los cuales T(n)/n2 está cerca de su máximo ocurren cuando n está cerca de una potencia de dos, mientras que los valores para los cuales está cerca de su mínimo ocurren cerca de números que son aproximadamente 1,43 veces una potencia de dos. La estructura de las etapas en la secuencia del palillo de dientes a menudo se asemeja al fractal T-cuadrado, o la disposición de las células en el autómata celular de Ulam-Warburton.
Todas las regiones delimitadas rodeadas por palillos en el patrón, pero no atravesadas por palillos, deben ser cuadrados o rectángulos. Se ha conjeturado que cada rectángulo abierto en el patrón de mondadientes (es decir, un rectángulo que está completamente rodeado por mondadientes, pero no tiene un palillo cruzando su interior) tiene longitudes de lados y áreas que son potencias de dos, con una de siendo las longitudes de los lados como máximo dos.